# Brachynema (Olacaceae)
Brachynema ist eine Gattung kleiner Laubbäume aus dem tropischen Regenwald Südamerikas. Sie galt lange als monotypisch, bis im Jahr 1995 eine zweite Art beschrieben wurde.
Der Name der Gattung ist homonym zur Wanzengattung Brachynema (Familie der Baumwanzen oder Pentatomidae).

## Merkmale
Es handelt sich um kleine Bäume oder Sträucher mit einer Wuchshöhe von meist 3 bis 5, gelegentlich 8, selten bis 10 Meter. Sie wachsen aufrecht und sind wenig verzweigt, mit etwa zylindrischem Stamm und sind meist recht schütter belaubt. Die wechselständigen Laubblätter sind gestielt, ihr Umriss langgestreckt eiförmig bis lanzettlich, vorn zugespitzt, mit keilförmiger Basis. Der Blattrand ist beinahe ganzrandig bis seicht buchtig, die Spitzen, oder die Enden der Blattnerven jeweils mit einer Drüse. Sie sind von sehr variabler Größe, auch am selben Baum, und können eine Länge von (10) 20 bis 40 Zentimeter bei einer Breite von (4) 5 bis 12 (–20) Zentimeter erreichen. Die Mittelrippe des Blatts ist sowohl auf der Ober- wie der Unterseite deutlich, es sind 8 bis 10 (selten bis 13) sekundäre Blattnerven vorhanden, die zur Blattspitze hin gebogen sind und am Rand zusammenlaufen. Der Blattstiel ist sowohl am Ansatz wie an der Blattbasis etwas angeschwollen.
Die Blüten sind zweigeschlechtlich. Sie sitzen in vorblattlosen, schirmförmigen Blütenständen von bis zu 20 Blüten, bei Brachynema ramiflorum direkt an den älteren, blattlosen Stammabschnitten (kauliflor), bei Brachynema axillare in Blattachseln an jungen Zweigen. Der grünlichweiße Blütenkelch ist kuppelförmig mit fünf kurzen Kelchzipfeln oder beinahe ganzrandig. Er verlängert sich nach der Blüte bis zur Fruchtreife merklich. Die Blütenkrone ist zu einer langen Röhre verwachsen, die an der Spitze zu fünf zugespitzten Kronzipfeln ausläuft. Die Krone ist weiß gefärbt, bei Brachynema ramiflorum auffallend dunkel gestreift mit Haarreihen im Inneren, bei Brachynema axillare weiß mit purpurner Basis, die Kronröhre erreicht etwa 2,5 bis 3 Zentimeter Länge bei etwa 4 Millimeter Durchmesser. Die fünf Staubblätter sind an der Basis mit der Kronröhre verwachsen, sie sitzen in den Zwischenräumen zwischen den Kronzipfeln. Der oberständige, sitzende Fruchtknoten besitzt vier oder fünf Fächer, mit einer achselständig hängenden Samenanlage in jedem davon. Die Narbe ist sitzend, kopfartig und kaum gegliedert. Die einsamige Steinfrucht ist beinahe kugelförmig mit harter, purpurner bis grüner Fruchtschale, sie ist bei Fruchtreife fast vom verlängerten Kelch eingeschlossen.

## Verbreitung
Die Gattung Brachynema kommt nur im Amazonasbecken in Südamerika vor. Brachynema ramiflorum ist ein Endemit Brasiliens, in Amazonas (Brasilien), Mato Grosso und Pará. Brachynema axillare wächst im westlichen Amazonasbecken, in Amazonas (Brasilien), Amazonas (Venezuela) und in der Region Ucayali in Peru.

## Standort
Die Arten wachsen, relativ selten, im Unterwuchs tropischer Tieflandregenwälder.

## Phylogenie und Verwandtschaft
Die verwandtschaftliche Position der Gattung ist bis heute umstritten. Morphologische Merkmale wie der gebuchtete, drüsige Blattrand und der mehrfächerige Fruchtknoten mit achselständigen Samenanlagen sind nicht nur in der Familie Olacaceae, sondern innerhalb der ganzen Ordnung der Sandelholzartigen vom Grundmuster abweichende Merkmale, sie lassen einige Autoren an der üblichen Anordnung in der Familie Olacaceae zweifeln. Nach einer neueren, bisher unpublizierten phylogenomischen Analyse ist Schwestergruppe die Gattung Maburea mit der einzigen Art Maburea trinervis. Dies stellt die Art in die Familie Olacaceae im weiteren Sinne. Die Familie ist von Daniel L. Nickrent und Kollegen 2010 in sieben kleinere Familien aufgespalten worden, was die Gattung in die neue Familie Erythropalaceae stellen würde. Diese Aufspaltung wurde allerdings von der, von den meisten Botanikern als maßgeblich angesehenen, Angiosperm Phylogeny Group in ihrer vierten Revision 2016 nicht anerkannt.

## Arten
Es gibt nur zwei Arten:
- Brachynema axillare Duno & P.E.Berry: Sie wurde 1995 erstbeschrieben.
- Brachynema ramiflorum Benth.